# Järsnäs församling
Järsnäs församling var en församling i Växjö stift och i Jönköpings kommun. 
Församlingen uppgick 2006 i Lekeryds församling.
Församlingskyrka var Järsnäs kyrka.

## Administrativ historik
Församlingen har medeltida ursprung.
Församlingen var till 1 maj 1927 moderförsamling (annexförsamling från 1 maj 1919) i pastoratet Järsnäs och Forserum för att därefter till 1962 vara annexförsamling i pastoratet Barkeryd och Järsnäs. Från 1962 var församlingen annexförsamling i pastoratet Lekeryd, Svartorp och Järsnäs. Församlingen uppgick 2006 i Lekeryds församling.
Församlingskod var 068013.

## Areal
Järsnäs församling omfattade den 1 november 1975 (enligt indelningen 1 januari 1976) en areal av 91,6 kvadratkilometer, varav 75,8 kvadratkilometer land.